# Aulla
Aulla là một đô thị và thị xã của Ý. Đô thị này thuộc tỉnh Massa-Carrara trong vùng Toscana. Aulla có diện tích 59 km2, dân số theo ước tính năm 2005 của Viện thống kê quốc gia Ý là 10.529 người. 
Các đơn vị dân cư:
Đô thị Aulla giáp với các đô thị: